# 小井土正亮
小井土 正亮（こいど まさあき、1978年4月9日 - ）は、岐阜県岐阜市出身の元サッカー選手、サッカー指導者。

## 来歴
小学校時代よりサッカーを始め、岐阜県立各務原高校から筑波大学体育専門学群に進学。蹴球部に入部して、3年次の第48回全日本大学サッカー選手権大会および4年次の第49回全日本大学サッカー選手権大会で2年連続準優勝を経験した。
2001年に大学を卒業し筑波大学大学院に通いながら、水戸ホーリーホックに入団して6試合に出場した。1年で現役を引退して、2002年の大学院修士2年次より蹴球部のヘッドコーチに就任した。
大学院修了後の2004年に柏レイソルのテクニカルスタッフ、2005年から2010年まで清水エスパルスのアシスタントコーチを歴任。清水時代は長谷川健太の下で分析担当を担った。
2011年、茨城県社会人サッカーリーグ所属（当時）のジョイフル本田つくばFCで現役復帰し、チームの1部昇格に貢献した。その後は主に少年世代を指導した。
2013年、長谷川が監督に就任したガンバ大阪のアシスタントコーチに就任。同年9月に筑波大学の職員公募に合格し、2013年シーズンを以てG大阪を退団した。
2014年より筑波大学体育系助教となり、蹴球部のヘッドコーチに就任し、同年途中より監督に就任した。
父親は岐阜大学教育学部名誉教授　小井土由充

## 所属クラブ
- 岐阜市立芥見東小学校[1]
- 岐阜市立藍川東中学校[1]
- 1994年 - 1996年 岐阜県立各務原高校[1]
- 1997年 - 2000年 筑波大学
- 2001年 水戸ホーリーホック
- 2011年 ジョイフル本田つくばFC

## 個人成績
| 国内大会個人成績 | 国内大会個人成績 | 国内大会個人成績 | 国内大会個人成績 | 国内大会個人成績                                 | 国内大会個人成績 | 国内大会個人成績 | 国内大会個人成績 | 国内大会個人成績 | 国内大会個人成績 | 国内大会個人成績 | 国内大会個人成績 |
| 年度             | クラブ           | 背番号           | リーグ           | リーグ戦                                         | リーグ戦         | リーグ杯         | リーグ杯         | オープン杯       | オープン杯       | 期間通算         | 期間通算         |
| 年度             | クラブ           | 背番号           | リーグ           | 出場                                             | 得点             | 出場             | 得点             | 出場             | 得点             | 出場             | 得点             |
| 日本             | 日本             | 日本             | 日本             | リーグ戦                                         | リーグ戦         | リーグ杯         | リーグ杯         | 天皇杯           | 天皇杯           | 期間通算         | 期間通算         |
| ---------------- | ---------------- | ---------------- | ---------------- | ------------------------------------------------ | ---------------- | ---------------- | ---------------- | ---------------- | ---------------- | ---------------- | ---------------- |
| 2001             | 水戸             | 7                | J2               | 6                                                | 0                | 0                | 0                | 0                | 0                | 6                | 0                |
| 2011             | つくばFC         |                  | 茨城県2部        |                                                  |                  | -                | -                | -                | -                |                  |                  |
| 通算             | 日本             | 日本             | J2               | 6                                                | 0                | 0                | 0                | 0                | 0                | 6                | 0                |
| 通算             | 日本             | 日本             | 茨城県2部        | \|\|\|\|colspan="2"\|-\|\|colspan="2"\|-\|\|\|\| |                  |                  |                  |                  |                  |                  |                  |
| 総通算           | 総通算           | 総通算           | 総通算           | 6                                                | 0                | 0                | 0                | 0                | 0                | 6                | 0                |

- Jリーグ初出場 - 2001年5月3日 J2 第9節 対アルビレックス新潟戦 (ひたちなか市総合運動公園陸上競技場)

## 指導歴
- 2002年 筑波大学 コーチ
- 2003年 U-16日本代表 テクニカルスタッフ
- 2004年 柏レイソル テクニカルスタッフ
- 2005年 - 2010年 清水エスパルス アシスタントコーチ
- 2011年 - 2012年 パルチーダFC竜ヶ崎 コーチ
- 2012年 つくばFCジュニアユース コーチ
- 2013年 ガンバ大阪 アシスタントコーチ
- 2014年 筑波大学 ヘッドコーチ
- 2014年 -  筑波大学 監督